# Rodolpho Barteczko
Rodolpho Barteczko, conegut com a Patesko, (Curitiba, 12 de novembre de 1910 - Rio de Janeiro, 13 de març de 1988) fou un jugador de futbol brasiler de les dècades de 1930 i 1940.

## Trajectòria
Era un davanter brasiler d'origen polonès. Durant la seva carrera (1930-1943) jugà com a principals equips al Nacional d'Uruguai (on guanyà dos campionats nacionals, 1933 i 1934) i al Botafogo, on guanyà el campionat estatal de 1935. Jugà 15 partits amb la selecció del Brasil, essent convocat per disputar els Mundials d'Itàlia 1934 i França 1938.